# Interleucina-17
La IL-17 o interleucina-17 es una familia de citocinas proinflamatorias producida por las linfocitos T cooperadores o Th17. Se han identificado 6 sustancias diferentes que se denominan IL-17A, IL-17B, IL-17C, IL-17D, IL-17E y IL-17F. La IL-17A participa en los procesos de autoinmunidad, inflamación e inmunidad. La IL-17F actúa en la inmunidad sobre mucosas y La IL-17E tiene un efecto amplificador de la respuesta de los linfocitos TH2.

## Genes
- La IL-17A es codificada en la especie humana por un gen situado en el cromosoma 6 (cr6p12).[2]
- La IL-17B se codifica en el cromosoma 5 (cr5q32).
- La IL-17C se codifica en el cromosoma 16 (cr16q24).
- La IL-17D se codifica en el cromosoma 13 (cr13q11).
- La IL-17E se codifica en el cromosoma 14 (cr14q11.1).
- La IL-17F se codifica en el cromosoma 6, en la misma localización que la IL-17a (cr6p12).

## IL-17A
Es el miembro prototipo del grupo y fue descubierta en el año 1993. Actúa favoreciendo los procesos inflamatorios principalmente sobre las células mieloides y células mesenquimales. Induce la expresión de otras sustancias, entre ellas el factor estimulante de colonias de granulocitos, y la interleucina 6 (IL-6). El efecto final consiste en incrementar la producción de granulocitos por la médula ósea y atraer leucocitos hacia el punto de infección.